# Glaciar Fortuna
El glaciar Fortuna (en inglés: Fortuna Glacier) es un glaciar ubicado sobre la costa noreste de la isla San Pedro. Fluye en dirección noreste hasta finalizar justo al oeste del cabo Best, con un tributario oriental que casi alcanza el lado oeste de la bahía Fortuna, en la costa norte de la isla. Es el mayor glaciar de la isla San Pedro.
Fue nombrado en asociación con la bahía Fortuna a principios del siglo XX, presumiblemente por el ballenero a vapor Fortuna de la Compañía Argentina de Pesca que fue utilizado por Carl Anton Larsen en 1904 para establecer la estación ballenera en Grytviken. Es el glaciar más grande la isla.

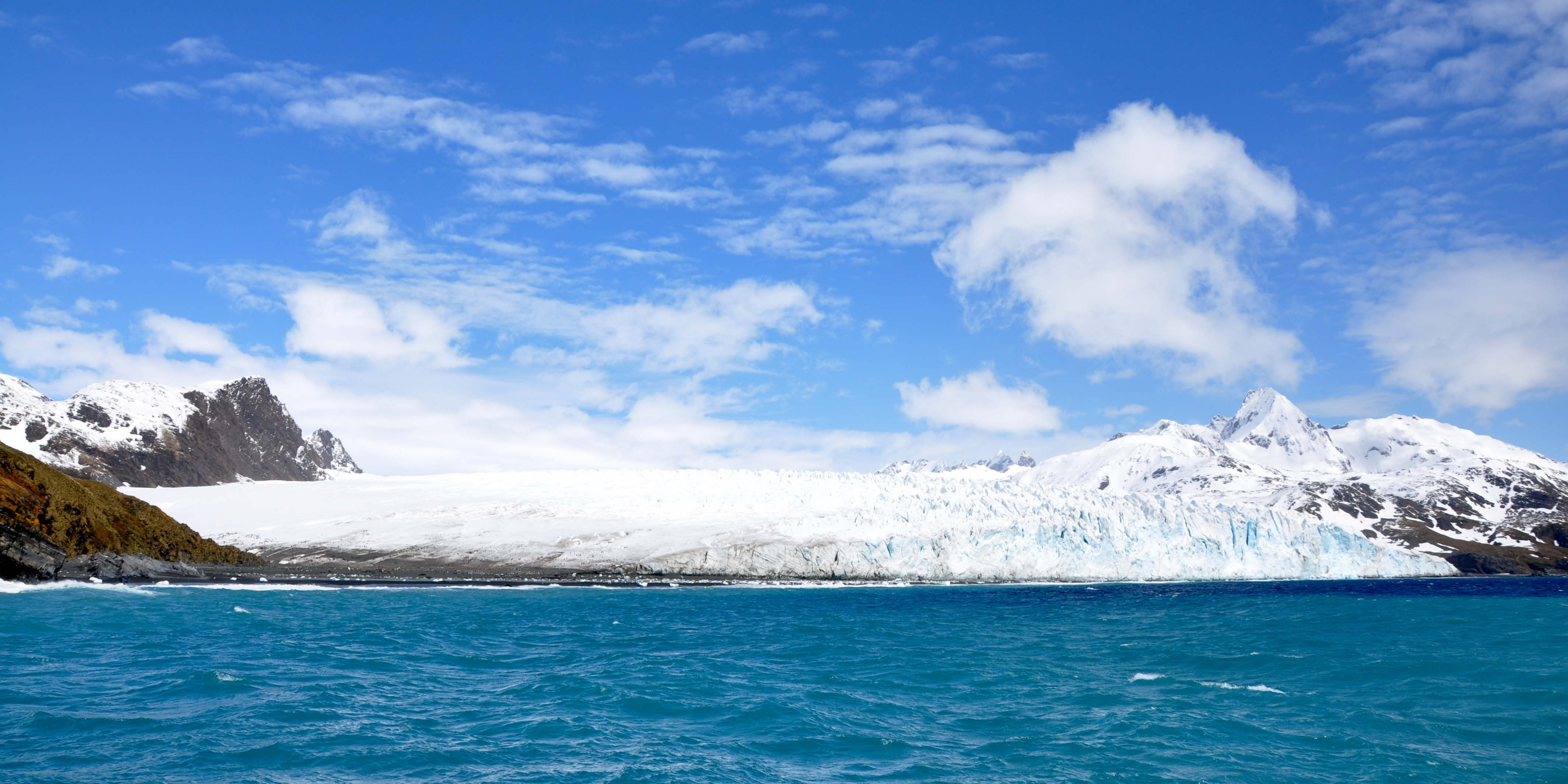
Vista del glaciar Fortuna.

## Historia

### Shackleton
A mediados de abril de 1915 el barco del explorador Ernest Shackleton, el Endurance, con 27 miembros de la Expedición Imperial Trans-Antártica quedó bloqueado en el hielo polar del mar de Weddell en la Antártida. En la primavera de 1916, cuando el hielo se calentó y derivó hacia el norte, el barco fue aplastado. Los expedicionarios utilizaron los botes salvavidas para alcanzar la desolada isla Elefante, al norte de la punta de la península Antártica, donde quedaron varados. Shackleton y otros cinco expedicionarios viajaron hacinados durante dos semanas a través del mar de Scotia en el bote denominado James Caird, alcanzando a 800 millas la isla Georgia del Sur. Con gran dificultad alcanzaron el deshabitado lado oeste de la isla en la bahía Rey Haakon. Congelados y agotados, con sus ropas rasgadas y con una costra de sal marina en la piel, no pudieron alcanzar por mar las estaciones balleneras del lado este de la isla debido al viento, las corrientes marinas y las enormes olas. Shackleton y sus compañeros debieron atravesar sin equipos el desconocido interior de la isla, cubierta de montañas, grietas y glaciares, entre los cuales cruzaron el glaciar Fortuna. Luego de 36 horas de viaje sin descanso alcanzaron la estación ballenera Stromness.

### Guerra de las Malvinas
Luego de que Argentina reconquistara las islas Georgias del Sur en 1982, el Reino Unido invadió las islas ejecutando la Operación Paraquet al comienzo de la guerra de las Malvinas. Durante la operación se decidió transportar en helicópteros tropas del Servicio Aéreo Especial (SAS) hasta el glaciar Fortuna para que realizaran una misión de inteligencia aproximándose a Grytviken desde una dirección impensada por los comandos de la Armada Argentina que se hallaban allí. 
Después de que el 21 de abril de 1982 14 soldados del 19º Comando del 22º Regimiento del SAS fueron transportados al glaciar, en condiciones de visibilidad casi nula y vientos de casi 200 km/h, las condiciones meteorológicas se deterioraron aún más y la misión fue abortada. Durante los repetidos intentos de rescate en los días siguientes mediante un helicóptero Wessex HAS.Mk.3 del destructor HMS Antrim y dos Wessex HU.Mk.5 del buque tanque RFA Tidespring, estos dos últimos se estrellaron debido a las condiciones extremas y sus pilotos se unieron a los comandos. El Wessex 3 (que puede verse en el Fleet Air Arm Museum de Yeovilton, Somerset) con 3 tripulantes, logró rescatar a las tropas y pilotos poco antes del anochecer del 23 de abril y retornó al HMS Antrim con 16 pasajeros cuando su capacidad es de 4.